# Cinnadenia
Cinnadenia es un género  de plantas con flores perteneciente a la familia Lauraceae. Es originario de Vietnam. El género fue descrito por André Joseph Guillaume Henri Kostermans y publicado en Adansonia: recueil périodique d'observations botanique, n.s.  13: 223 en el año 1973.  La especie tipo es Cinnadenia paniculata Kosterm.

## Especies
- Cinnadenia malayana Kosterm.
- Cinnadenia paniculata 	Kosterm.